# 1989 en cyclisme
| Années du cyclisme : 1986 - 1987 - 1988 - 1989 - 1990 - 1991 - 1992    |
| Décennies du cyclisme : 1950 - 1960 - 1970 - 1980 - 1990 - 2000 - 2010 |

Les faits marquants de l'année 1989 en cyclisme.

## Par mois

### Mars
- 18 mars : Laurent Fignon gagne son deuxième Milan-San Remo consécutif.

### Avril
- 2 avril : le Belge Edwig Van Hooydonck est victorieux sur le Tour des Flandres.
- 9 avril : le Belge Jean-Marie Wampers remporte Paris-Roubaix.
- Sean Kelly gagne Liège-Bastogne-Liège.

### Mai
- 15 mai : le Tour d'Espagne est remporté pour la deuxième fois par Pedro Delgado.

### Juin
- 11 juin : le Français Laurent Fignon obtient la victoire sur le Tour d'Italie.

### Juillet
- 21 juillet : Greg LeMond gagne son deuxième Tour de France pour huit secondes.

### Août
- 27 août : Greg LeMond est champion du monde pour la deuxième fois.

### Octobre
- 14 octobre : le Suisse Tony Rominger s'offre la victoire sur le Tour de Lombardie.

## Championnats

### Principaux champions nationaux sur route
- Allemagne : Darius Kaiser
- Belgique : Carlo Bomans
- Danemark : Johnny Weltz
- Espagne : Carlos Hernández Bailo
- France : Éric Caritoux
- Italie : Moreno Argentin
- Luxembourg : Pascal Triebel
- Pays-Bas : Frans Maassen
- Suisse : Pascal Richard

## Principales naissances
- 4 février : Ion Izagirre, cycliste espagnol.
- 7 janvier : John Degenkolb, cycliste allemand.
- 7 février : Elia Viviani, cycliste italien.
- 11 mars : Georgia Simmerling, cycliste canadienne.
- 22 mars : Benjamin King, cycliste américain.
- 8 juin : Travis Meyer, cycliste australien.
- 12 juin : Andrea Guardini, cycliste italien.
- 14 juin : Glenn O'Shea, cycliste australien.
- 15 juin : Peter Kennaugh, cycliste britannique.
- 11 juillet : Edward Dawkins, cycliste néo-zélandais.
- 13 juillet : Jack Bobridge, cycliste australien.
- 15 juillet : Diego Ulissi, cycliste italien.
- 12 septembre : Rafał Majka, cycliste polonais.
- 15 septembre : Ilnur Zakarin, cycliste russe.
- 1er octobre : Adam Blythe, cycliste britannique.
- 13 octobre : Carlos Betancur, cycliste colombien.
- 18 octobre : Leigh Howard, cycliste australien.
- 21 octobre : Kelly Druyts, cycliste belge.
- 22 octobre : Chantal Blaak, coureuse néerlandaise.
- 29 octobre : Primož Roglič, cycliste slovène.
- 21 novembre : Edwin Ávila, cycliste colombien.
- 3 décembre : Gillian Carleton, cycliste canadienne.

## Principaux décès
- 26 février : Éloi Meulenberg, cycliste belge (° 22 septembre 1912).
- 18 août : Bert Oosterbosch, cycliste néerlandais (° 30 juillet 1957).